# 素珠营子乡
素珠营子乡，是中华人民共和国辽宁省葫芦岛市建昌县下辖的一个乡镇级行政单位。

## 行政区划
素珠营子乡下辖以下地区：
素珠营子村、白道营子村、蟒挡坝村、马厂沟村、白庙子村、佟仗子村、邱仗子村、石灰窑子村、王君杖子村和粱杖子村。